# Poecilimon beybienkoi
Poecilimon beybienkoi är en insektsart som beskrevs av Yu S. Tarbinsky 1932. Poecilimon beybienkoi ingår i släktet Poecilimon och familjen vårtbitare. Inga underarter finns listade i Catalogue of Life.